# Lista de eleições municipais em Itaocara

## 2024
| Nº                     | Candidato(a)                          | Vice                                   | Coligação                                               | Votação | Votação     |
| Nº                     | Candidato(a)                          | Vice                                   | Coligação                                               | Total   | Porcentagem |
| ---------------------- | ------------------------------------- | -------------------------------------- | ------------------------------------------------------- | ------- | ----------- |
| 44                     | Heriberto Pereira de Oliveira (UNIÃO) | Alberto Taveira dos Santos (PL)        | "União pela Reconstrução" (UNIÃO / PL / PDT / PP / PSD) | 7.270   | 48,64%      |
| 28                     | Cátia Andrade Sias (PRTB)             | Alexsandro Corrêa de Souza (PRD)       | "Esperança e Renovação" (PRTB / PRD)                    | 6.844   | 45,79%      |
| 36                     | Robson Luís Câmara Vogas (AGIR)       | Breno Bilbo Guimarães Pinto (AGIR)     | sem coligação                                           | 544     | 3,64%       |
| 50                     | Gilcimara da Silva Silveira (PSOL)    | Célia Mar Ribeiro Ramos Gonzaga (PSOL) | sem coligação                                           | 186     | 1,24%       |
| 15                     | Jorge Feres Beiro (MDB)               | Jorge Tiago de Oliveira (MDB)          | sem coligação                                           | 104     | 0,70%       |
| Total de votos válidos | Total de votos válidos                | Total de votos válidos                 | Total de votos válidos                                  | 14.948  | 94,01%      |
| Votos em branco        | Votos em branco                       | Votos em branco                        | Votos em branco                                         | 316     | 1,99%       |
| Votos nulos            | Votos nulos                           | Votos nulos                            | Votos nulos                                             | 637     | 4,01%       |
| Total de votos         | Total de votos                        | Total de votos                         | Total de votos                                          | 15.901  | 79,40%      |
| Total de eleitores     | Total de eleitores                    | Total de eleitores                     | Total de eleitores                                      | 20.026  | 100%        |
| Abstenções             | Abstenções                            | Abstenções                             | Abstenções                                              | 4.125   | 20,60%      |

## 2020
| Nº                     | Candidato(a)                                     | Vice                                      | Coligação                                                     | Votação | Votação     |
| Nº                     | Candidato(a)                                     | Vice                                      | Coligação                                                     | Total   | Porcentagem |
| ---------------------- | ------------------------------------------------ | ----------------------------------------- | ------------------------------------------------------------- | ------- | ----------- |
| 23                     | Geyves Maia Vieira (Cidadania)                   | Heriberto Pereira de Oliveira (Cidadania) | sem coligação                                                 | 5.374   | 36,23%      |
| 77                     | Alberto Taveira dos Santos (Solidariedade)       | Alexsandro Corrêa de Souza (PL)           | "Juntos Fazemos Mais" (Solidariedade / PL / MDB / PROS / PSC) | 5.262   | 35,48%      |
| 55                     | Robson Luís Câmara Vogas (PSD)                   | Leane Eccard Lessa (PSD)                  | "Por Dias Melhores" (PSD / Patriota / PSL)                    | 3.191   | 21,52%      |
| 10                     | Felipe Domingues dos Santos Costa (Republicanos) | Paula Pavan (Republicanos)                | sem coligação                                                 | 1.004   | 6,77%       |
| Total de votos válidos | Total de votos válidos                           | Total de votos válidos                    | Total de votos válidos                                        | 14.831  | 93,64%      |
| Votos em branco        | Votos em branco                                  | Votos em branco                           | Votos em branco                                               | 327     | 2,07%       |
| Votos nulos            | Votos nulos                                      | Votos nulos                               | Votos nulos                                                   | 680     | 4,29%       |
| Total de votos         | Total de votos                                   | Total de votos                            | Total de votos                                                | 15.838  | 100%        |
| Total de eleitores     | Total de eleitores                               | Total de eleitores                        | Total de eleitores                                            | 20.323  | 100%        |
| Abstenções             | Abstenções                                       | Abstenções                                | Abstenções                                                    | 4.485   | 22,07%      |

## 2016
| Nº                     | Candidato(a)                       | Vice                                          | Coligação                                                                               | Votação | Votação     |
| Nº                     | Candidato(a)                       | Vice                                          | Coligação                                                                               | Total   | Porcentagem |
| ---------------------- | ---------------------------------- | --------------------------------------------- | --------------------------------------------------------------------------------------- | ------- | ----------- |
| 15                     | Manoel Queiroz Faria (PMDB)        | Robério Arêas Sampaio (PEN)                   | "Vote na Certeza" (PMDB / PEN / PSC / PSDB / PSDC / PTB)                                | 6.411   | 55,05%      |
| 11                     | Paulo Roberto Alves Rodrigues (PP) | Roberto dos Santos Cruz (PR)                  | "Transformando Itaocara" (PP / PR / PDT / PPS / PSB / PSD / PT / PTdoB / Solidariedade) | 5.235   | 44,95%      |
| 50                     | Gelsimar Gonzaga (PSOL)            | Andréa Cosendey Ferreira do Nascimento (PSOL) | sem coligação                                                                           | 0       | 0%          |
| Total de votos válidos | Total de votos válidos             | Total de votos válidos                        | Total de votos válidos                                                                  | 11.646  | 71,38%      |
| Votos em branco        | Votos em branco                    | Votos em branco                               | Votos em branco                                                                         | 273     | 1,67%       |
| Votos nulos            | Votos nulos                        | Votos nulos                                   | Votos nulos                                                                             | 4.396   | 26,94%      |
| Total de votos         | Total de votos                     | Total de votos                                | Total de votos                                                                          | 16.315  | 100%        |
| Total de eleitores     | Total de eleitores                 | Total de eleitores                            | Total de eleitores                                                                      | 19.315  | 100%        |
| Abstenções             | Abstenções                         | Abstenções                                    | Abstenções                                                                              | 3.000   | 15,53%      |

## 2012
| Nº                     | Candidato(a)                        | Vice                                    | Coligação                                                                   | Votação | Votação     |
| Nº                     | Candidato(a)                        | Vice                                    | Coligação                                                                   | Total   | Porcentagem |
| ---------------------- | ----------------------------------- | --------------------------------------- | --------------------------------------------------------------------------- | ------- | ----------- |
| 50                     | Gelsimar Gonzaga (PSOL)             | Joaquim Maia Figueira Júnior (PSOL)     | sem coligação                                                               | 6.796   | 44,256%     |
| 15                     | Alcione Corrêa de Araújo (PMDB)     | Paulo César Silvério Souto (PMDB)       | "Integração e Trabalho" (PMDB / PMN / PPS / PRB / PSC)                      | 4.905   | 31,942%     |
| 22                     | Antônio de Pádua Gevú Barcelos (PR) | Adanex Aguiar Viana (PDT)               | "Mudança Já" (PR / PDT / DEM / PSB)                                         | 1.771   | 11,533%     |
| 11                     | Robério Arêas Sampaio (PP)          | Sandra Cristina Alves Ramos Faria (PRP) | "Unidos por uma Itaocara Melhor" (PP / PRP / PRTB / PSDB / PSDC / PTB / PV) | 1.508   | 9,820%      |
| 13                     | Marcos Luiz dos Santos Palomo (PT)  | José Leonisse de Amorim (PT)            | sem coligação                                                               | 376     | 2,449%      |
| Total de votos válidos | Total de votos válidos              | Total de votos válidos                  | Total de votos válidos                                                      | 15.356  | 94,23%      |
| Votos em branco        | Votos em branco                     | Votos em branco                         | Votos em branco                                                             | 331     | 2,03%       |
| Votos nulos            | Votos nulos                         | Votos nulos                             | Votos nulos                                                                 | 609     | 3,74%       |
| Total de votos         | Total de votos                      | Total de votos                          | Total de votos                                                              | 16.296  | 100%        |
| Total de eleitores     | Total de eleitores                  | Total de eleitores                      | Total de eleitores                                                          | 18.823  | 100%        |
| Abstenções             | Abstenções                          | Abstenções                              | Abstenções                                                                  | 2.527   | 13,43%      |

## 2008
| Nº                     | Candidato(a)                        | Vice                                 | Coligação                                                                    | Votação | Votação     |
| Nº                     | Candidato(a)                        | Vice                                 | Coligação                                                                    | Total   | Porcentagem |
| ---------------------- | ----------------------------------- | ------------------------------------ | ---------------------------------------------------------------------------- | ------- | ----------- |
| 15                     | Alcione Corrêa de Araújo (PMDB)     | Robério Arêas Sampaio (PP)           | "Trabalhando por Itaocara" (PMDB / PP / PMN / PPS / PRB / PSDB / PSDC / PTB) | 9.828   | 63,50%      |
| 13                     | Antônio de Pádua Gevú Barcelos (PT) | Ricardo Altevo Dias de Almeida (PTC) | "Renova Itaocara" (PT / PTC / PDT / PSB)                                     | 4.753   | 30,71%      |
| 50                     | Gelsimar Gonzaga (PSOL)             | Marlene Gomes de Freitas (PSOL)      | sem coligação                                                                | 896     | 5,79%       |
| Total de votos válidos | Total de votos válidos              | Total de votos válidos               | Total de votos válidos                                                       | 15.477  | 93,47%      |
| Votos em branco        | Votos em branco                     | Votos em branco                      | Votos em branco                                                              | 279     | 1,68%       |
| Votos nulos            | Votos nulos                         | Votos nulos                          | Votos nulos                                                                  | 802     | 4,84%       |
| Total de votos         | Total de votos                      | Total de votos                       | Total de votos                                                               | 16.558  | 100%        |
| Total de eleitores     | Total de eleitores                  | Total de eleitores                   | Total de eleitores                                                           | 18.254  | 100%        |
| Abstenções             | Abstenções                          | Abstenções                           | Abstenções                                                                   | 1.696   | 9%          |

## 2004
| Nº | Candidato(a)                    | Vice                             | Coligação                                                | Votação | Votação     |
| Nº | Candidato(a)                    | Vice                             | Coligação                                                | Total   | Porcentagem |
| -- | ------------------------------- | -------------------------------- | -------------------------------------------------------- | ------- | ----------- |
| 15 | Manoel Queiroz Faria (PMDB)     | Alcione Corrêa de Araújo (PMDB)  | "Fazendo a Diferença" (PMDB / PL / PMN / PP / PSC / PTB) | 8.160   | 54,953%     |
| 25 | Robério Ferreira da Silva (PFL) | Gilberto de Souza Coelho (PV)    | "Força Popular" (PFL / PV / PCdoB / PDT / PRTB)          | 6.195   | 41,720%     |
| 45 | Geyves Maia Vieira (PSDB)       | Divam Romualdo de Oliveira (PPS) | "Itaocara para Todos" (PSDB / PPS / PT)                  | 494     | 3,327%      |

## 2000
| Nº | Candidato(a)                    | Coligação                              | Votação | Votação     |
| Nº | Candidato(a)                    | Coligação                              | Total   | Porcentagem |
| -- | ------------------------------- | -------------------------------------- | ------- | ----------- |
| 11 | Manoel Queiroz Faria (PPB)      | "Renovação" (PPB / PFL / PMDB / PSDB)  | 5.596   | 37,356%     |
| 43 | Gilberto de Souza Coelho (PV)   | sem coligação                          | 4.787   | 31,956%     |
| 12 | José Romar da Silva Lessa (PDT) | "Força do Povo" (PDT / PSB / PSC / PT) | 4.432   | 29,586%     |
| 14 | Mozart Eduardo Scisínio (PTB)   | sem coligação                          | 165     | 1,101%      |

## 1996
| Candidato(a)                       | Votação | Votação     |
| Candidato(a)                       | Total   | Porcentagem |
| ---------------------------------- | ------- | ----------- |
| Robério Ferreira da Silva (PL)     | 8.147   | 56,213%     |
| João Ribeiro dos Santos (PDT)      | 5.182   | 35,755%     |
| Paulo César Rimes (PT)             | 517     | 3,567%      |
| Rubens da Costa Bastos (PSB)       | 488     | 3,367%      |
| Carlos Moacyr de Faria Souto (PMN) | 159     | 1,097%      |

## 1992
| Candidato(a)                        | Votação |
| ----------------------------------- | ------- |
| José Romar da Silva Lessa (PMDB)    | 7.874   |
| Paulo Roberto Alves Rodrigues (PDT) | 5.887   |
| Paulo César Rimes (PT)              | 327     |

## 1988
| Candidato(a)                   | Vice                           | Votação |
| ------------------------------ | ------------------------------ | ------- |
| Robério Ferreira da Silva (PL) | Carlos Alberto Rodrigues       | 4.260   |
| Alceo Cortat (PFL)             | Maria da Penha Teixeira Erthal | 3.711   |
| José Maria Fernandes (PMDB)    | Manoel de Souza Coelho         | 2.332   |
| João Ribeiro dos Santos (PDT)  | Sebastião de Souza Coelho      | 1.427   |
| Nelson Fontes Beiro (PDS)      | Guilherme Pereira Neto         | 46      |

## 1976
| Candidato(a)                    | Vice                       | Votação |
| ------------------------------- | -------------------------- | ------- |
| Joaquim Soares Monteiro (ARENA) | Genésio Maurício de Aguiar | 4.634   |
| Acácio Torres Barbosa (ARENA)   | Carlos Alberto Rodrigues   | 4.030   |

## 1972
| Candidato(a)                         | Vice                     | Votação |
| ------------------------------------ | ------------------------ | ------- |
| Carlos Moacyr de Faria Souto (ARENA) | Nicola Francisco Nicolau | 3.893   |
| Genésio Maurício de Aguiar (ARENA)   | José Wilson Tostes       | 3.170   |